# Гойер, Генрих Фердинандович
Генрих Фердинандович Гойер (пол. Henryk Fryderyk Hoyer; родился 26 апреля 1834 года, Иновроцлав, Российская империя — умер 3 июля 1907 года, Варшава, Российская империя) — польский врач, гистолог, цитолог и эмбриолог; профессор Императорского Варшавского университета и Варшавской главной школы, автор первого учебника гистологии на польском языке (1862 г.)

## Биография
Сын фармацевта Фердинанда Гойера и Елены Тржиньской. Мать умерла после родов. В детстве посещал гимназии в Иновроцлаве и Быдгоще. С 1853 года изучал медицину во Вроцлавском университете и университете Фридриха Вильгельма в Берлине, где получил звание доктора медицины в 1857 году, после защиты диссертации «De tunica mucosa narium structura». Во время учёбы в Берлине слушал лекции Рудольфа Вирхова и Иоганнеса Мюллера, его коллегой был Эрнст Геккель. В 1858 году он стал ассистентом Карла Райхерта во Вроцлавском университете, по его рекомендации спустя год стал доцентом Медико-хирургической академии в Варшаве, а в 1862 году — полным профессором гистологии, цитологии и эмбриологии Варшавской главной школы. После преобразования Варшавской главной школы в Императорский Варшавский университет в 1869 года, ему снова пришлось защищать докторскую диссертацию. Он работал в Варшавском университете до 1894 года, после чего уволился из-за проблем со зрением, а к концу жизни и вовсе потерял зрение.
Г. Ф. Гойер опубликовал около 100 работ на польском, русском и немецком языках. В 1876 году описал артериовенозные анастомозы при гломангиоме (анастомозы Суке-Гойера). Он подготовил первый оригинальный учебник по гистологии на польском языке («Гистология человеческого тела». Учебник на польском языке. Варшава: Императорская Варшавская медико-хирургическая академия,1862 г.); первым в Польше наладил разведение болезнетворных бактерий; был одним из первых сторонников теории эволюции в Польше.
Основатель и президент Варшавского медицинского общества, главный редактор журнала «Tygodnik Lekarski». Его учениками были Иосиф Нусбаум-Гиларович, Эдвард Страсбургер, Зигмунт Ласковский, Вацлав Майзель и Казимеж Костанецкий. В 1884 году ученики и коллеги Гойера организовали юбилей и выпустили памятную книгу по случаю 25-летия его научно-исследовательской деятельности. Награждён орденом Св. Станислава и орденом св. Анны 2 степени. Был почетным доктором Ягеллонского университета (с 1900 г.), членом Немецкой академии естествоиспытателей «Леопольдина».
Г. Ф. Гойер умер от туберкулеза костей 3 июля 1907 года в Варшаве. Похоронен на Евангелическо-Аугсбургском кладбище (считается местом погребения наиболее заслуженных граждан города Варшавы) — проспект С, могила 64.
В 1962 году в Иновроцлаве на месте его семейного дома была установлена мемориальная доска в память о нём.

## Избранная библиография
- «De tunica mucosa narium structura», Берлин, 1857 г.
- «Гистология человеческого тела». Учебник на польском языке. Варшава: Императорская Варшавская медико-хирургическая академия,1862 г.
- «Исследование нервных окончаний в роговице глаза» («Записки варшавского медицинского общества», 1866, т. 55);
- «Об обрабатывании роговицы хлористым золотом для представления хода и окончания нервов» («Записки варшавского медицинского общества», 1867, т. 57);
- «О нервах роговой оболочки» («Варшавские университетские известия», 1871);
- «Об инъекции сосудов селезёнки для гистологических исследований» («Медицинская газета» (польск. «Gazeta Lekarska»), 1887)[1];
- «Теоретический взгляд на противотуберкулезное средство Коха». Медицинский вестник, 1891 г.
- «Наблюдения, подтверждающие теорию паразитарного происхождения инфекционных заболеваний». Издательство «Вселенная», Варшава, 1893 г.